# 岩田專太郎
岩田專太郎（片假名：いわた せんたろう，生卒：1901年6月8日—1974年2月19日），日本畫家、插畫家、美術考證家。插畫作品散見於連載小說、報章雜誌，或在書籍封面發表美人畫的繪製。以「昭和時代插畫界第一人」廣為人知，更有「日本的比亞茲萊」美譽:79-80。妹妹則為演員湊明子。

## 生平
明治34年（1901），岩田專太郎出生於東京市淺草區的黑船町（今東京都台東區壽）。完成舊制小學校的課業後，舉家搬至京都，拜圖案設計師田村春曉為師:79，同時也在菊池契月、伊東深水的門下學畫。
大正八年（1919），以18歲之齡在博文館的《講談雜誌》首度發表插畫作品。大正12年（1923）9月1日，受關東大地震波及，遷居大阪。受聘為中山太陽堂廣告出版公司的專屬畫家，接連替多本雜誌、連載小說上繪製插畫，如同年創刊的《女性》（編輯：小山內薰）、翌年創刊的《苦樂》（編輯：直木三十五與川口松太郎等），以及永井荷風的連載小説。
大正15年（1926），專太郎搬回東京，居住於瀧野川區田端476番地（今北區田端），那附近有所謂「田端文士村」的雅號，不久之後，川口松太郎也搬到附近。同年，《大阪每日新聞》開始連載吉川英治的小說《鳴門秘帖》，專太郎替其繪製插畫，因此聲名大噪，當時便有「摩登浮世繪」之名傳開。
昭和12年（1937），電影導演山中貞雄的遺作〈人情紙氣球〉〈人情紙風船〉，P.C.L.電影作品）上映，由河原崎長十郎主演，岩田專太郎出任美術考證、昭和14年（1939），山中遺留的電影企劃案，原山中的助理導演萩原遼執導演筒拍攝〈前夜〉（日語：その前夜，東寶電影京都攝影所作品），由梶原金八書寫腳本、河原崎主演，專太郎同樣擔綱美術考證一職。
昭和39年（1954），因書籍封面繪製與插圖繪畫備受好評，獲得戰後第2屆的菊池寬獎。
昭和49年（1974）2月19日因腦溢血猝逝，享壽72歲，治喪費用乃川口松太郎所出。:82

## 逸聞
- 岩田專太郎除了深黯傳統繪畫的技藝外，有效掌握大眾印刷和傳媒宣傳的時代脈絡，從不囿於門戶之見，時時嘗試各類畫法，取景角度據傳受電影運鏡影響，使他的插畫大受歡迎。此外，岩田也師法西方的透視法作畫，他的表現方式深深啟發了手塚治虫。[2]:80-81
- 岩田脾氣剛愎自用，花錢如流水，且男女關係複雜，堪稱難以相處；他一生的摯友川口松太郎曾表示，岩田此人「從他身上奪去插圖，他就是個毫無價值的男人。」[2]:82

## 代表作品

### 繪畫

#### 美術館收藏品
- 〈小休止〉（1944年）（東京國立近代美術館）
- 〈特攻隊内地基地を進発す(二)〉（1945年）（東京國立近代美術館）

#### 插畫
- 吉川英治《鳴門秘帖（日语：鳴門秘帖）》（1924年）
- 大佛次郎《赤穗浪士》（1924年）
- 三上於菟吉（日语：三上於菟吉）《日輪》（大阪每日新聞、1926年）
- 江戶川亂步《魔術師》（講談俱樂部、1930年）
- 川口松太郎《蛇姫様》（矢貴書店出版部、1946年）
- 松本清張《西海道談綺（日语：西海道談綺）》（週刊文春、1971年-1974年、岩田於連載期間逝世）

#### 畫輯
- 『三百年のおんな』 （毎日新聞社、1973年）

### 隨筆
- 『女・おんな・女』 （講談社、1966年）
- 『わが半生記』 （家の光協会、1972年）
- 『私の履歴書 芸術家の独創』、田河水泡（日语：田河水泡）・土門拳（日语：土門拳）・横尾忠則と共著、日本経済新聞出版社、日経ビジネス人文庫、2008年1月7日 ISBN 4532194342

### 動畫協力
- 『人情紙氣球（日语：人情紙風船）』（山中貞雄監督、1937年、P.C.L.電影（日语：ピー・シー・エル映画製作所））- 美術考證
- 『その前夜』（萩原遼監督、1939年、東宝京都）- 美術考證
- 『歌女おぼえ書』（清水宏監督、1941年、松竹大船）- 考證
- 『すみだ川』（井上金太郎監督、川口松太郎原作、1942年、松竹大船）- 美術考證
- 『血槍富士（日语：血槍富士）』（内田吐夢監督、井上金太郎原作、1955年、東映京都）- 服裝考證
- 『赤穂浪士 天の巻地の巻』 （松田定次監督、大佛次郎原作、1956年）、東映京都）- 色彩設計
- 『日本橋』（市川崑監督、1956年、大映東京）- 色彩指導、時代考證
- 『流れる』（成瀬巳喜男監督、1956年、東宝）- 服裝考證
- 『いとはん物語』（伊藤大輔監督、1957年、大映東京）- 美術考證

## 外部連結
- 岩田専太郎コレクション 金土日館 （页面存档备份，存于）
- 岩田専太郎 （页面存档备份，存于） －日本電影資料庫
- 岩田專太郎在互联网电影资料库（IMDb）上的資料（英文）